# Viola septentrionalis
Viola septentrionalis är en violväxtart som beskrevs av Edward Lee Greene. Viola septentrionalis ingår i släktet violer, och familjen violväxter. Inga underarter finns listade i Catalogue of Life.